# یواس‌اس بوستون (۱۸۲۵)
یواس‌اس بوستون (۱۸۲۵) (به انگلیسی: USS Boston (1825)) یک کشتی بود که طول آن ۱۲۷ فوت (۳۹ متر) بود. این کشتی در سال ۱۸۲۵ ساخته شد.